# 신한촌

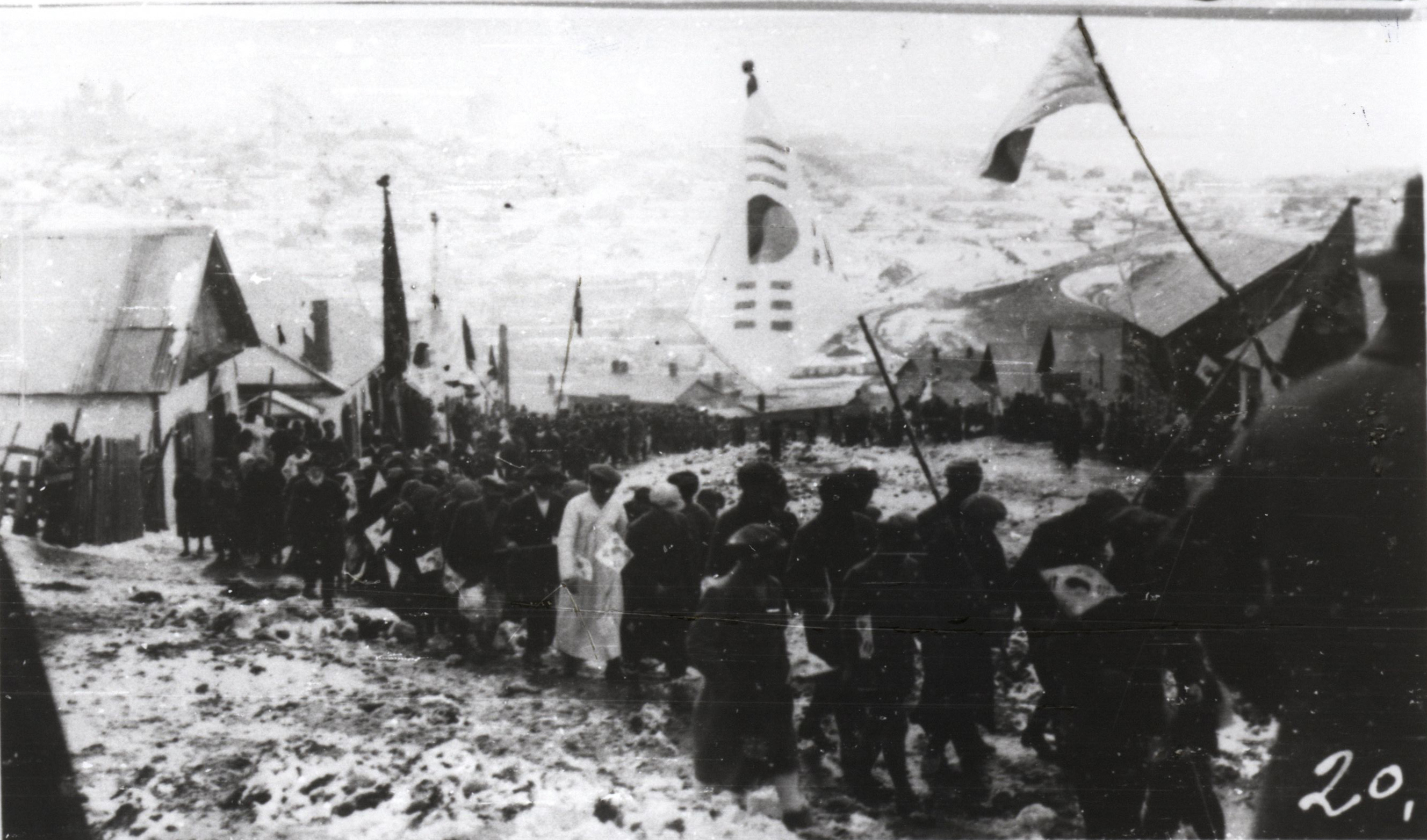
1920년 1월 3.1운동 기념 시위

신한촌(新韓村)은 일제강점기 당시 블라디보스토크에 위치했던 한인 집단 거주지이다. 1870년대부터 조선인들이 조선을 등지고 두만강을 건너 프리모르스키 변경주에 하나둘씩 정착하기 시작했다. 19세기 중후반까지만 해도 블라디보스토크에 거주하는 조선인의 수는 대략 400명에 불과했으나, 1891년에 이르려 841명으로 2배 정도 늘어났다. 한일병합 이후 국내에서 활동하기가 어려워진 독립운동가들 다수가 이곳으로 오게 되면서 자치단체, 독립운동 단체들이 생겨났다.

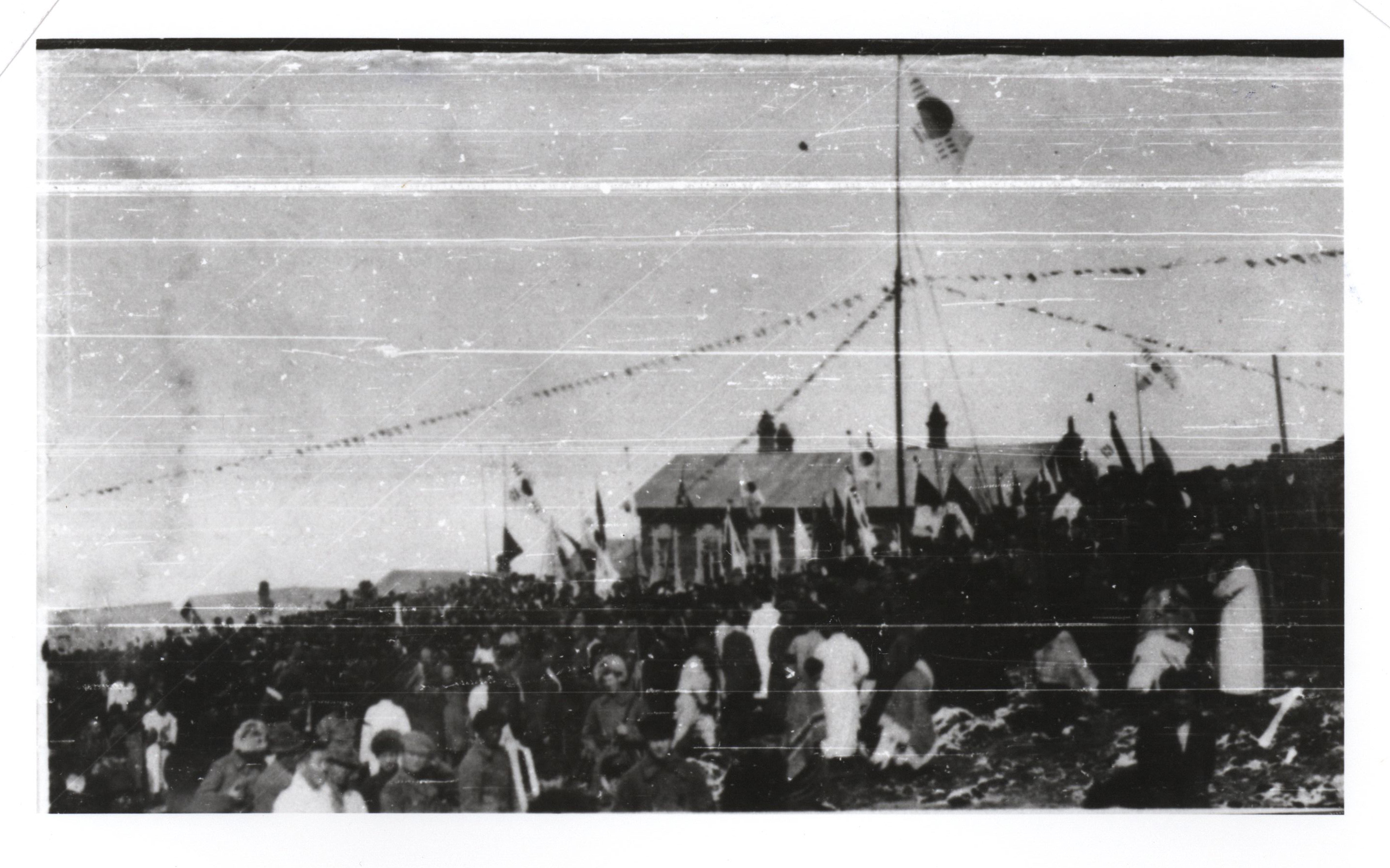
1920년 삼일절을 기념하는 조선인 시위자들

1920년에는 붉은 군대에 패배한 관동군이 신한촌을 습격하여 조선인들을 무자비하게 학살하는 신한촌 사건을 벌였다. 블라디보스토크 내 신한촌의 존재는 1911년부터 1937년까지 있었으며 그 당시 조선인의 인구는 대략 10,000명 정도였다. 1937년 이후에는 고려인 강제이주 때문에 대부분의 고려인들이 중앙아시아로 강제이주되었다. 신한촌은 이후 러시아인들에 의해서 대부분 차지되었다.
오늘날 블라디보스토크에는 신한촌 기념탑이 설립되어 있으며, 이는 러시아 극동에서 전개한 항일 독립운동을 기리기 위해 1999년 사단법인 해외한민족연구소가 주도 하에 이뤄졌다.

## 같이 보기
- 고려인
- 고려인 강제이주
- 독립운동
- 소련
- 일제강점기
- 조선 말기